# Rayman Origins
Rayman Origins ist ein Jump ’n’ Run von Michel Ancel und Ubisoft Montpellier in Zusammenarbeit mit weiteren Ubisoft-Tochterstudios. Es erschien erstmals im November 2011 für die Konsolen Wii, Xbox 360 und PlayStation 3. Später folgten Umsetzungen für Microsoft Windows, Mac OS, PlayStation Vita und Nintendo 3DS.

## Handlung
Rayman ruht sich mit seinen Freunden Globox, den Kleinlingen und Polokus auf der Lichtung der Träume – oder genauer: unter dem schnarchenden Baum – aus. Von der ohrenbetäubenden Klangkulisse fühlt sich jedoch eine alte Frau aus dem Land der Wandelnden Seelen so sehr gestört, dass sie die Darktoons zu einem Feldzug gegen die Ruhestörer aussendet. Diese nehmen die Electoons, Rayman und seine Freunde gefangen. Zwar gelingt es Rayman zu entkommen, doch sein Freund Polokus leidet nun unter Alpträumen. Rayman und seine Freunde müssen die Nymphen und die Electoons befreien, um Polokus zu heilen, und dabei im selben Atemzug die Darktoons zurückschlagen. Andernfalls droht sich das Gewebe der Lichtung aufzulösen.

## Spielprinzip
Rayman Origins ist ein klassisches Jump ’n’ Run im Comic-Stil, in dem die Spielfigur vom linken zum rechten Bildschirmrand gesteuert wird. Zum Aktionsrepertoire zählen neben Springen und Schlagen außerdem das Gleiten mit Hilfe von Raymans Propeller-Haaren, Sprinten und Tauchen. Diese werden allmählich beim Erreichen gewisser Level freigeschaltet. In den Leveln gilt es die in Käfigen gefangen gehaltenen Electoons zu befreien und am Ende einiger Level große Endgegner zu besiegen. Im Koop-Modus können sich drei weitere Mitspieler jederzeit hinzuschalten und die Levels gemeinsam spielen. Die Spielwelt teilt sich in fünf Haupt-, vier Neben- und zwei Zusatzwelten, die sich in ihrem Biotop und Themenfeld unterscheiden (z. B. Wald, Ozean, eine Welt voller Lebensmittel u. a.).
Im Gegensatz zu den stationären Konsolen beinhaltet die PlayStation-Vita-Fassung keinen Offline-Koop-Modus. Neu hinzugekommen sind dagegen Wettrennen gegen online tauschbare Geist-Dateien anderer Spieler, in denen man ein Schattenrennen gegen den Durchgang anderer Spieler starten kann.

## Entwicklung
Ubisoft kündigte die Entwicklung eines neuen Rayman-Spiels auf der Branchenmesse E3 im Juni 2010 an. Für das Spiel entwickelte das Unternehmen eine neue Engine namens Ubiart Framework. Für die mobile Konsole PlayStation Vita wurde Rayman Origins als Launchtitel in Europa und den USA im Februar 2012 angekündigt und veröffentlicht. Die PC-Fassung folgte im März 2012, die 3DS-Variante im Juni 2012.

## Rezeption
Das Spiel erhielt mehrheitlich positive Wertungen.

„Wahnsinnig albern, wunderhübsch und hochgradig motivierend: Rayman Origins ist ein echtes Highlight für Freunde knackiger Oldschool-Hüpfer!“

Der Titel erhielt von mehreren Magazinen Nominierungen und Auszeichnungen:
- Gamespot: Bestes Jump ’n’ Run 2011[17]

- Giant Bomb: Platz 10 Bestes Spiel des Jahres[18]

- IGN: Nominierung als Spiel des Jahres[19]

Das Kritikerlob konnte das Spiel zu Verkaufsstart nicht in Verkaufszahlen ummünzen. Im größten Markt, den USA, verkaufte sich der Erstrelease nach Angaben der NPD Group über alle drei Plattformen (Wii, PS3, Xbox 360) in den ersten vier Wochen lediglich 50.000 Mal. Auch in England gelang dem Spiel bei Verkaufsstart nicht der Sprung in die Top 40 der Gesamtcharts. Lediglich in den Wii-Teilcharts gelang der Einstieg auf Platz 23. Trotz des verhaltenen Erfolgs bezeichnete Ubisofts Finanzchef Alain Martinez das Spiel in einem Investorengespräch 2012 als profitabel und äußerte die Erwartung, dass das Spiel über einen langen Zeitraum verkaufen werde.
2013 erschien der Nachfolger Rayman Legends.

## Website
- Rayman Origins bei MobyGames (englisch)